# Liste des sites Ramsar en république du Congo
Cet article recense les zones humides de République du Congo concernées par la convention de Ramsar.

## Statistiques
La convention de Ramsar est entrée en vigueur en République du Congo le 18 octobre 1998.
En janvier 2020, le pays compte 14 sites Ramsar, couvrant une superficie de 138 138,65 km2.

## Liste
| Site                         | Département                         | Notes | Date              | Superficie (km²) | Altitude (m) | Identifiant Ramsar | Identifiant WDPA | Coordonnées                      | Photo |
| ---------------------------- | ----------------------------------- | ----- | ----------------- | ---------------- | ------------ | ------------------ | ---------------- | -------------------------------- | ----- |
| Lac Télé/Likouala-aux-Herbes | Likouala                            |       | 18 juin 1998      | 4 389,60         | 250 - 326    | 950                | 166739           | 1° 11′ 20″ nord, 17° 13′ 44″ est |       |
| Cayo-Loufoualeba             | Kouilou                             |       | 13 décembre 2007  | 153,66           | 20 - 35      | 1740               | 109017           | 4° 52′ 01″ sud, 11° 55′ 59″ est  |       |
| Conkouati-Douli              | Kouilou                             |       | 13 décembre 2007  | 5 049,50         | 100          | 1741               | 109018           | 3° 55′ 01″ sud, 11° 27′ 00″ est  |       |
| Grands affluents             | Plateaux, Cuvette, Sangha, Likouala |       | 13 décembre 2007  | 59 080,74        | 105 - 326    | 1742               | 109019           | 0° 28′ 12″ nord, 17° 04′ 44″ est |       |
| Libenga                      | Likouala                            |       | 13 décembre 2007  | 594,09           | 325          | 1743               | 109020           | 2° 51′ nord, 18° 00′ est         |       |
| Les rapides du Congo-Djoué   | Brazzaville                         |       | 3 avril 2009      | 25,00            | 445          | 1857               | 478032           | 4° 19′ 01″ sud, 15° 10′ 59″ est  |       |
| Sangha-Nouabalé-Ndoki        | Sangha, Likouala                    |       | 4 mars 2009       | 15 250,00        | 320 - 570    | 1858               | 478033           | 1° 40′ 59″ nord, 16° 25′ 59″ est |       |
| Site Ramsar Ntokou-Pikounda  | Sangha, Cuvette                     |       | 8 septembre 2012  | 4 272,00         | 300          | 2079               | 555555584        | 0° 10′ 16″ nord, 16° 16′ 52″ est |       |
| Site Ramsar Odzala-Kokoua    | Sangha, Cuvette-Ouest               |       | 18 septembre 2012 | 13 000,00        | 300 - 600    | 2080               | 555555585        | 0° 55′ 59″ nord, 14° 52′ 01″ est |       |
| Site Ramsar Vallée du Niari  | Niari, Bouenza, Kouilou             |       | 18 septembre 2012 | 15 810,00        | 200          | 2081               | 555555586        | 3° 46′ 59″ sud, 12° 30′ 00″ est  |       |
| Loubetsi-Nyanga              | Niari                               |       | 2 février 2015    | 2 511,5108       | 114 - 516    | 2221               | 555626097        | 2° 55′ 05″ sud, 12° 01′ 23″ est  |       |
| Leketi-Mbama                 | Cuvette-Ouest                       |       | 2 février 2015    | 7 749,65         | 334 - 657    | 2222               | 555626098        | 0° 59′ 56″ sud, 14° 47′ 02″ est  |       |
| Tchicapika-Owando            | Cuvette                             |       | 2 février 2015    | 9 701,6583       | 301 - 362    | 2223               | 555626099        | 0° 54′ 04″ sud, 15° 57′ 32″ est  |       |
| Bas-Kouilou-Yombo            | Kouilou                             |       | 25 septembre 2017 | 551,24           | 1 - 109      | 2325               | 555629210        | 4° 25′ 08″ sud, 11° 51′ 22″ est  |       |